# Salazar de las Palmas
Salazar de las Palmas là một khu tự quản thuộc tỉnh Norte de Santander, Colombia. Thủ phủ của khu tự quản Salazar de las Palmas đóng tại Salazar Khu tự quản Salazar de las Palmas có diện tích 34 ki lô mét vuông. Đến thời điểm ngày 28 tháng 5 năm 2005, khu tự quản Salazar de las Palmas có dân số 10661 người.